# Silau Paribuan
Silau Paribuan is een bestuurslaag in het regentschap Simalungun van de provincie Noord-Sumatra, Indonesië. Silau Paribuan telt 1949 inwoners (volkstelling 2010).